# Sharp X1
Sharp X1 — линейка домашних компьютеров, производимых компанией Sharp Corporation с 1982 по 1988 год. Она была основана на центральном процессоре Z80.
Несмотря на то, что «компьютерный отдел» корпорации Sharp выпустил компьютеры серии MZ, неожиданно «телевизионный отдел» выпустил новую линейку компьютеров под названием X1. На момент выпуска исходного X1 все другие домашние компьютеры обычно имели вариант языка BASIC в ПЗУ. Несмотря на это, у X1 не было «вшитого» BASIC, интерпретатор Hu-BASIC приходилось загружать с кассеты. Этот подход имел то достоинство, что свободная область памяти имела наибольший размер, когда BASIC не использовался. Эта политика была заимствована у компьютеров серии Sharp MZ, которые в Японии называли «чистыми компьютерами». Дизайн корпуса X1 также был более стильным, чем у других компьютеров того времени. Предлагался также выбор цвета корпуса, в том числе можно было купить этот компьютер в красном корпусе.
RGB-монитор, служивший дисплеем для X1, имел встроенный ТВ-тюнер, и изображение, отображаемое компьютером, могло накладываться на телевизионное. Всеми функциями телевизора можно управлять программно. Символы шрифта были полностью программируемыми. Система использовала 4-битный цвет. Эти особенности эффективно использовались во многих играх. Вся память VRAM была отображена в область ввода-вывода, так что ей можно было управлять без смены банков памяти. Эти особенности, присущие X1 делали его весьма мощным игровым компьютером.
В то время как продажи X1 были невысокими, на японском рынке быстро становился популярным NEC PC-8801 (выпускаемый NEC). В 1984 году Sharp выпустила линейку X1 turbo, которая поддерживала графику с высоким разрешением (640x400, в то время, как X1 поддерживал лишь разрешение 640х200). Было много и других улучшений, но тактовая частота всё ещё оставалась равной 4 МГц. В 1986 году Sharp выпустила X1 turbo серии Z с аналоговым RGB-монитором, поддерживающую отображение до 4096 цветов. X1 twin, в корпусе которого был смонтирован PC-Engine, был выпущен в 1987 году как последняя машина серии X1. Серию X1 сменила серия X68000.
Sharp продолжает продавать в Японии устройства, комбинирующие настольный персональный компьютер и телевизор (линейка Internet Aquos). В этой линейке также доступна красная цветовая схема оформления в стиле X1.

## Техническая информация
| Название                     | X1 (CZ-800C)                                                                                   |
| Производитель                | Sharp                                                                                          |
| Тип                          | Домашний компьютер                                                                             |
| Страна происхождения         | Japan                                                                                          |
| Год                          | 1982                                                                                           |
| Клавиатура                   | С полным ходом клавиш                                                                          |
| CPU                          | Sharp Z80 A                                                                                    |
| Тактовая частота             | 4 MHz                                                                                          |
| RAM                          | 64 KB                                                                                          |
| Видеопамять                  | 4 KB (до 48 KB)                                                                                |
| ROM                          | 6 KB                                                                                           |
| Текстовые режимы             | 40 / 80 x 25                                                                                   |
| Графические режимы           | 320 x 200 / 640 x 200                                                                          |
| Цвета                        | 8                                                                                              |
| Звук                         | 3-голосный PSG                                                                                 |
| Порты ввода-вывода           | - 4 порта ввода-вывода (опционально) - 2 джойстика (Atari) - Аудиовыход - Клавиатура - Принтер |
| Встроенное устройство чтения | Кассета                                                                                        |
| Операционная система         | CP/M                                                                                           |
| Источник питания             | Встроенный                                                                                     |
| Цена                         | ¥155,000                                                                                       |